# 栄町 (板橋区)
栄町（さかえちょう）は、東京都板橋区の町名。丁目の設定がない単独町名である。全域で住居表示が実施されている。

## 地理
板橋区南東部に位置する。北で双葉町、東で氷川町、南で大山東町、南西で大山町、西で仲町・中板橋と接する。主に住宅地として利用される。北部を石神井川が流れる。

## 歴史
- 1871年（明治4年）11月14日 - 浦和県（現埼玉県）から東京府に編入。
- 1889年（明治22年） - 板橋町の一部分となる。
- 1932年（昭和7年） - 東京市板橋区の一部となる。
- 1957年（昭和32年） - 板橋町8・9丁目から栄町が成立。
- 1970年（昭和45年） - 住居表示を実施。
- 1978年（昭和53年）3月6日 - 町内のマンションでガス爆発事故が発生。2人死亡、2人が重傷。100世帯以上のガラスが破損[6]。

## 世帯数と人口
2025年（令和7年）3月1日現在（板橋区発表）の世帯数と人口は以下の通りである。
- 世帯数 : 2,519世帯
- 人口 : 4,047人

### 人口の変遷
国勢調査による人口の推移。
| 年                 | 人口  |
| ------------------ | ----- |
| 1995年（平成7年）  | 5,671 |
| 2000年（平成12年） | 5,198 |
| 2005年（平成17年） | 4,490 |
| 2010年（平成22年） | 4,349 |
| 2015年（平成27年） | 4,084 |
| 2020年（令和2年）  | 4,075 |

### 世帯数の変遷
国勢調査による世帯数の推移。
| 年                 | 世帯数 |
| ------------------ | ------ |
| 1995年（平成7年）  | 2,174  |
| 2000年（平成12年） | 2,156  |
| 2005年（平成17年） | 2,169  |
| 2010年（平成22年） | 2,284  |
| 2015年（平成27年） | 2,275  |
| 2020年（令和2年）  | 2,319  |

## 学区
区立小・中学校に通う場合、学区は以下の通りとなる（2021年8月時点）。
| 番地     | 小学校                 | 中学校                 |
| -------- | ---------------------- | ---------------------- |
| 1～34番  | 板橋区立中根橋小学校   | 板橋区立板橋第三中学校 |
| 35〜36番 | 板橋区立板橋第一小学校 | 板橋区立板橋第一中学校 |

## 事業所
2021年（令和3年）現在の経済センサス調査による事業所数と従業員数は以下の通りである。
- 事業所数 : 114事業所
- 従業員数 : 3,775人

### 事業者数の変遷
経済センサスによる事業所数の推移。
| 年                 | 事業者数 |
| ------------------ | -------- |
| 2016年（平成28年） | 114      |
| 2021年（令和3年）  | 114      |

### 従業員数の変遷
経済センサスによる従業員数の推移。
| 年                 | 従業員数 |
| ------------------ | -------- |
| 2016年（平成28年） | 3,322    |
| 2021年（令和3年）  | 3,775    |

## 交通

### 鉄道
町域に駅は存在しないが、以下の路線・駅が利用可能である。
- 東京都交通局
  - 都営地下鉄三田線：板橋区役所前駅（板橋二丁目および三丁目、仲宿）
- 東武鉄道
  - 東武東上線：大山駅（大山町および大山東町）・中板橋駅（弥生町および中板橋）

### バス
- 国際興業バス
  - 豊島病院・栄町・板橋第九小学校：赤51　西が丘経由赤羽駅西口行き・サンシャインシティ経由池袋駅東口行き、赤57　トンネル経由赤羽駅西口行き・日大病院行き

### 道路
- 東京都道420号鮫洲大山線

## 施設
- 板橋区立中根橋小学校
- 東京都健康長寿医療センター
- 東京都保健医療公社豊島病院
- 板橋区立グリーンホール（旧：板橋産文ホール） - 実地形的に誤解されやすいが、住居表示上ここも栄町（36番地）である。

## その他

### 日本郵便
- 郵便番号 : 173-0015[3]（集配局 : 板橋郵便局[16]）。